# Le Pin-au-Haras
Le Pin-au-Haras é uma comuna francesa na região administrativa da Normandia, no departamento Orne. Estende-se por uma área de 8,65 km². Em 2010 a comuna tinha 276 habitantes (densidade: 31,9 hab./km²).